# Cubocephalus pallidus
Cubocephalus pallidus är en stekelart som först beskrevs av Cresson 1864.  Cubocephalus pallidus ingår i släktet Cubocephalus och familjen brokparasitsteklar. Inga underarter finns listade i Catalogue of Life.